# Wolffia cylindracea
Wolffia cylindracea är en kallaväxtart som beskrevs av Christoph Friedrich Hegelmaier. Wolffia cylindracea ingår i släktet Wolffia och familjen kallaväxter. Inga underarter finns listade.